# Antonio Márquez Ramírez

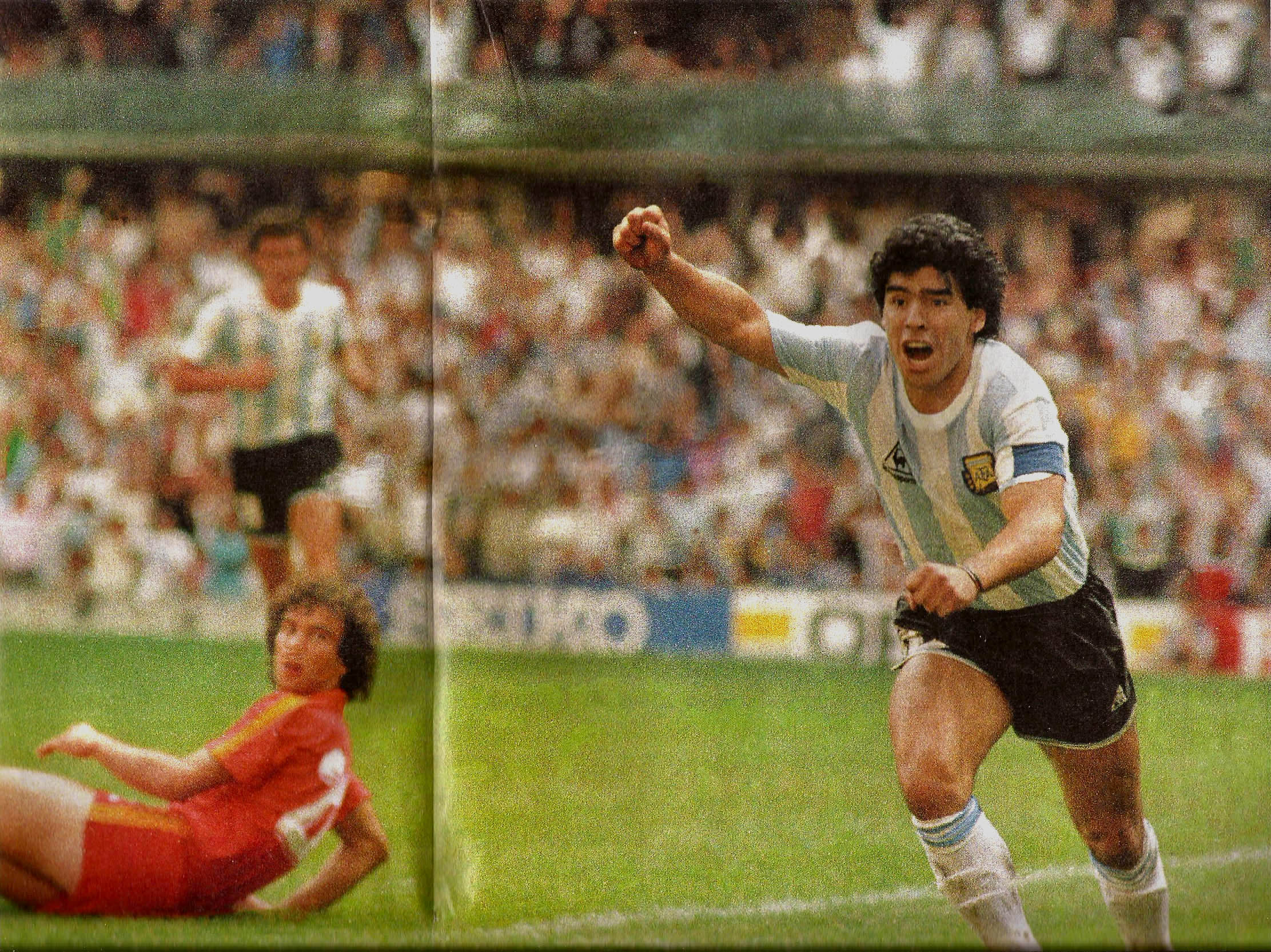
Diego Maradona festeja uno de sus goles ante Bélgica en México 86.

Antonio Márquez Ramírez  (San Juan de los Lagos; 22 de mayo de 1936 - Ciudad de México, 22 de octubre de 2013) fue un árbitro de fútbol mexicano con categoría de árbitro FIFA.

## Biografía
Debutó en la Primera División de México en 1964 y se retiró en 1986 tras haber alcanzado el límite de edad. Era dueño de una granja de pollos y hablaba el inglés con fluidez.

## Árbitro FIFA
La FIFA lo habilitó como árbitro internacional en 1977. Dirigió en las siguientes competencias:

### Campeonato Mundial U-20 1981
Jornada 2 del Grupo A
| 6 de octubre de 1981 | Uruguay            | 1:0 (0:0) | Polonia | Estadio Suncorp, Brisbane                                           |                                                                     |
|                      | Jorge da Silva 58' | Reporte   |         | Asistencia: 10.122 espectadores Árbitro(s): Antonio Márquez Ramírez | Asistencia: 10.122 espectadores Árbitro(s): Antonio Márquez Ramírez |

Cuartos de final
| 11 de octubre de 1981 | Brasil                              | 2:3 (1:1) | Catar                     | Estadio EnergyAustralia, Newcastle                                  |                                                                     |
|                       | Ronaldo Rodrigues de Jesus 27', 78' | Reporte   | Almuhannadi 10', 54', 78' | Asistencia: 12.993 espectadores Árbitro(s): Antonio Márquez Ramírez | Asistencia: 12.993 espectadores Árbitro(s): Antonio Márquez Ramírez |

### Copa Mundial de la FIFA 1986
Jornada 2 del Grupo E
| 8 de junio de 1986, 16:00                               | Dinamarca                                                         | 6:1 (2:1) | Uruguay             | Estadio Neza 86, Ciudad Nezahualcóyotl                              |                                                                     |
|                                                         | Elkjær Larsen 11', 67', 80' · Lerby 41' · Laudrup 52' · Olsen 88' | Reporte   | Francescoli 45' (p) | Asistencia: 26.500 espectadores Árbitro(s): Antonio Márquez Ramírez | Asistencia: 26.500 espectadores Árbitro(s): Antonio Márquez Ramírez |
| Esta es la peor derrota de Uruguay en una Copa Mundial. |                                                                   |           |                     |                                                                     |                                                                     |

Semifinal 2
| 25 de junio de 1986, 16:00 | Argentina        | 2:0 (0:0) | Bélgica | Estadio Azteca, Ciudad de México                                     |                                                                      |
|                            | Maradona 51' 63' | Reporte   |         | Asistencia: 114.500 espectadores Árbitro(s): Antonio Márquez Ramírez | Asistencia: 114.500 espectadores Árbitro(s): Antonio Márquez Ramírez |